# Bart Veenstra

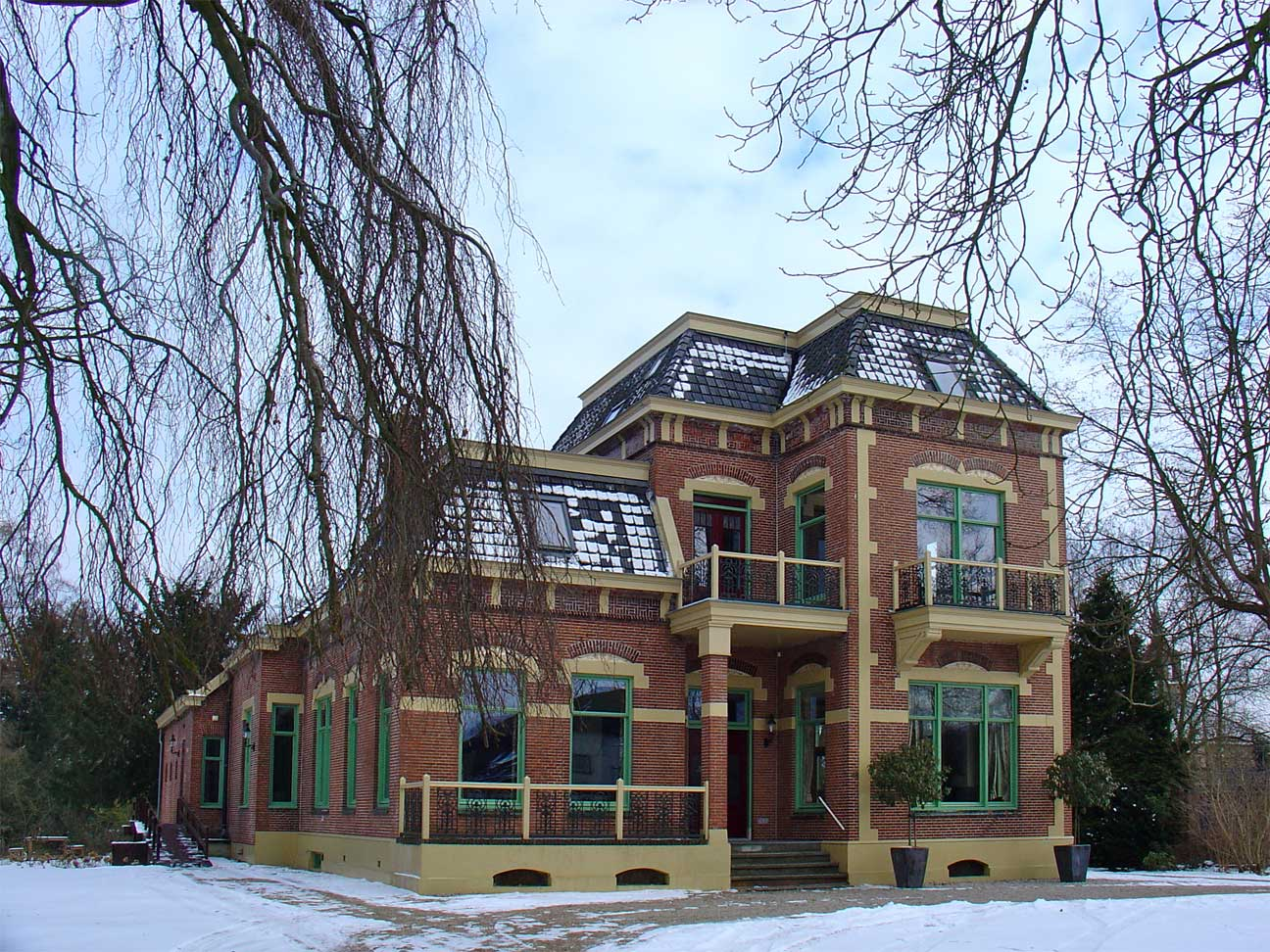
De woning - de villa Adams - van het echtpaar Hadderingh, tevens tot 2005 het scheepvaartmuseum in Gasselternijveen

Bart Veenstra (Gasselte, 4 maart 1921 - Gasselternijveen, 15 oktober 2005), pseudoniem van Lambertus Henderikus Hadderingh, was een Drentstalige schrijver.
Veenstra, geboren als Lambertus Henderikus Hadderingh, gebruikte bij het schrijven de achternaam van zijn echtgenote Martha Hadderingh-Veenstra. Hij was een zoon van de timmerman en aannemer Hendrik Hadderingh en Jentje Duker. Na het overlijden van zijn vader zette hij aanvankelijk diens bedrijf voort. Vanaf 1956 begon hij met zijn literaire activiteiten. Hij publiceerde op een breed terrein; hij schreef onder meer toneelstukken, romans, detectives en kinderboeken. Samen met onder meer Jan Kroezenga schreef hij over de geschiedenis van Gasselte.
Met zijn zoon drs. Henk Hadderingh schreef hij in 1979 het Drents Woordenboek, waarvan in 1988 de vierde druk verscheen. Met zijn vrouw vormde hij vanaf 1966 de redactie van het eerste Drentstalige tijdschrift, Oeze Volk. In 1976 kreeg het blad de Culturele prijs van Drenthe. Zelf ontving Veenstra deze prijs in 1986. In zijn huis te Gasselternijveen, de villa Adams, exploiteerde zijn vrouw en hijzelf het scheepvaartmuseum van Gasselternijveen.
Veenstra schreef als columnist in de regionale kranten. In de Drentse en Asser Courant en in het Nieuwsblad van het Noorden schreef hij de column Drenthe in dizze daogen. Hij werkte mee aan diverse programma's voor de regionale omroep.